# Strongyloides
Strongyloides es un género de nematodos rabdítidos de la familia Strongylidae. Son parásitos de distribución mundial, especialmente en trópicos. Su localización suele ser en las vías intestinales, especialmente en la mucosa del tercio proximal del intestino delgado.
La infección por Strongyloides stercoralis produce la estrongiloidiasis. Los huevos son elipsoidales, de pared delgada, muy pequeño (40-50 μm).
- Datos: Q5267405
- Multimedia: Strongyloides / Q5267405
- Especies: Strongyloides